# Лир, Юлия
Юлия Лир (нем. Julia Lier; род. 11 ноября 1991, Людвигсфельде, Бранденбург) — немецкая гребчиха, выступает за сборную Германии по академической гребле начиная с 2008 года. Чемпионка летних Олимпийских игр в Рио-де-Жанейро, чемпионка мира, победительница многих регат национального и международного значения.

## Биография
Юлия Лир родилась 11 ноября 1991 года в городе Людвигсфельде, федеральная земля Бранденбург. Проходила подготовку в Галле в местном одноимённом гребном клубе.
Впервые заявила о себе в гребле в 2008 году, выиграв золотую медаль в парных четвёрках на юниорском мировом первенстве в Австрии. Год спустя на аналогичных соревнованиях во Франции одержала победу в программе парных двоек.
В 2010 году в парных четвёрках победила на молодёжном чемпионате мира в Бресте.
В 2011 году в четвёрках была лучшей на молодёжном мировом первенстве в Амстердаме. Отметилась выступлением на домашнем этапе Кубка мира в Гамбурге, где показала в двойках четвёртый результат.
В 2012 году в одиночках победила на молодёжном чемпионате мира в Тракае, в той же дисциплине выступила на взрослом европейском первенстве в Варезе, но попасть здесь в число призёров не смогла.
На чемпионате Европы 2013 года в Севилье финишировала в одиночках шестой, тогда как на чемпионате мира в Чхунджу показала пятый результат в двойках.
В 2014 году в четвёрках отметилась победами на двух этапах Кубка мира, взяла серебро на европейском первенстве в Белграде, была лучшей на мировом первенстве в Амстердаме.
В 2015 году в двойках выиграла бронзовую медаль на чемпионате мира в Эгбелете, уступив в финале спортсменкам из Новой Зеландии и Греции.
Получив серебряную медаль в двойках на домашнем европейском первенстве 2016 года в Бранденбурге, затем представляла страну на Олимпийских играх в Рио-де-Жанейро. В составе четырёхместного парного экипажа, куда также вошли гребчихи Аннекатрин Тиле, Лиза Шмидла и Карина Бер, обошла в финале всех своих соперниц и завоевала золотую олимпийскую медаль. За это выдающееся достижение 1 ноября 2016 года была награждена высшей спортивной наградой Германии «Серебряный лавровый лист».
Став олимпийской чемпионкой, Лир осталась в составе гребной команды Германии и продолжила принимать участие в крупнейших международных регатах. Так, в 2018 году в четвёрках она выступила на чемпионате Европы в Глазго, однако была здесь далека от призовых позиций.
Помимо занятий спортом также является военнослужащей, учится на физиотерапевта. Перед Олимпиадой в Рио-де-Жанейро вместе с пловчихой Изабелле Херле, велогонщицей Надей Прис, теннисисткой Петриссой Сольей и легкоатлеткой Катариной Бауэр снялась для немецкой версии журнала Playboy.